# Gerhart Hunger
Gerhart Hunger (* 27. Januar 1930 in Gunzenhausen; † 17. Oktober 2012) war ein deutscher Wirtschaftsprüfer und Politiker.

## Werdegang
Hunger verließ die Oberrealschule 1948 mit Abitur. Im Anschluss studierte er Betriebswirtschaftslehre an der Hochschule für Wirtschaft und Sozialwissenschaften in Nürnberg und schloss 1952 als Diplom-Kaufmann ab.
In den Jahren 1952/53 arbeitete er als Sachbearbeiter bei einem Kreditinstitut. 1954 kam er zum Verband bayerischer Wohnungsunternehmen, für den er bis 1995 tätig war. Von 1965 bis 1980 war er erster Wirtschaftsprüfer des Verbandes und Leiter des Prüfungsdienstes, vom 1. Januar 1981 bis zum Eintritt in den Ruhestand am 30. Juni 1995 Verbandsdirektor und geschäftsführender Vorstand.
Außerdem gehörte er von 1981 bis 1995 dem Vorstand des Gesamtverbands der Wohnungswirtschaft an und war dort ab 1982 stellvertretender Vorsitzender.
Als Vertreter der Gruppe Genossenschaften war er vom 1. Januar 1982 bis 31. Dezember 1997 Mitglied des Bayerischen Senats.

## Ehrungen
- 1986: Verdienstkreuz am Bande der Bundesrepublik Deutschland
- Verdienstkreuz 1. Klasse der Bundesrepublik Deutschland
- Bayerischer Verdienstorden